# Catharosia lustrans
Catharosia lustrans là một loài ruồi trong họ Tachinidae.